# Lepidostoma pictile
Lepidostoma pictile är en nattsländeart som först beskrevs av Banks 1899.  Lepidostoma pictile ingår i släktet Lepidostoma och familjen kantrörsnattsländor. Inga underarter finns listade i Catalogue of Life.